# Coppa della Pace (ciclismo)
La Coppa della Pace - Trofeo F.lli Anelli è una corsa in linea maschile di ciclismo su strada che si svolge annualmente a Sant'Ermete, frazione di Santarcangelo di Romagna, in Italia.
La prima edizione della Coppa, riservata ai ciclisti dilettanti, si svolse nel 1971; successivamente la prova fu associata al Trofeo F.lli Anelli (dal nome del principale sponsor). Nel 2005 venne inclusa nel calendario del circuito UCI Europe Tour come gara di classe 1.2; a partire dal 2019 è stata riclassificata a prova 1.2U, riservata ai soli ciclisti di categoria Under-23.
Il percorso della prova interessa i comuni di Santarcangelo di Romagna, Verucchio, Poggio Torriana e Rimini.

## Albo d'oro
Aggiornato all'edizione 2025.
| Anno | Vincitore                             | Secondo                               | Terzo                                 |
| ---- | ------------------------------------- | ------------------------------------- | ------------------------------------- |
| 1971 | Davide Ruscelli                       | Paolo Bernabini                       | Pasquale Amadio                       |
| 1972 | Mauro Ubaldini                        | Mauro Frani                           | Marco Sacchini                        |
| 1973 | Adriano Zannoni                       | Guido Bosi                            | Claudio Emaldi                        |
| 1974 | Clyde Sefton                          | Gilberto Romagnoli                    | Claudio Emaldi                        |
| 1975 | Alfio Vandi                           | Maurizio Bertini                      | Giancarlo Turci                       |
| 1976 | non disputata                         |                                       |                                       |
| 1977 | Daniele Caroli                        | Ercole Borzini                        | Mario Ceccaroni                       |
| 1978 | Marco Vitali                          | Fausto Lambruschi                     | Fabrizio Romagnoli                    |
| 1979 | Claudio Savini                        | Michele Fabbri                        | Claudio Toselli                       |
| 1980 | Ercole Borghini                       | Marco Vitali                          | Michele Fabbri                        |
| 1981 | Filippo Piersanti                     | Stefano Boni                          | Davide Cassani                        |
| 1982 | Fabio Patuelli                        | Piergiorgio Angeli                    | Marco Ronchiato                       |
| 1983 | Massimo Liverani                      | Maurizio Umbri                        | Claudio Santi                         |
| 1984 | Francesco Rossignoli                  | Stefano Arlotti                       | Valerio Franceschini                  |
| 1985 | Stefano Arlotti                       | Maurizio Vandelli                     | Claudio Umbri                         |
| 1986 | Davide Carli                          | William Dazzani                       | Gabriele Bezzi                        |
| 1987 | Davide Carli                          | Gianni Pigato                         | Stefano Arlotti                       |
| 1988 | Andrea Moretti                        | Fabiano Fontanelli                    | Remo Zauli                            |
| 1989 | Davide Negrini                        | Gianluca Bordignon                    | Alessandro Tassioli                   |
| 1990 | Stefano Sartori                       | Sergio Girardi                        | Gabriele Missaglia                    |
| 1991 | Giampaolo Verdi                       | Davide Dall'Olio                      | Angelo Manghino                       |
| 1992 | Filippo Simeoni                       | Massimiliano Gentili                  | Cristian Gasperoni                    |
| 1993 | Davide Dall'Olio                      | Dario Frigo                           | Oscar Ferrero                         |
| 1994 | Giuseppe Tartaggia                    | Massimo Giunti                        | Robin Torsoli                         |
| 1995 | Paolo Savoldelli                      | Ivano Zuccotti                        | Cristian Gasperoni                    |
| 1996 | Gabriele Balducci                     | Luca Mazzanti                         | Alessandro Spezialetti                |
| 1997 | Maurizio Caravaggio                   | Michele Colleoni                      | Filippo Baldo                         |
| 1998 | Paolo Bossoni                         | Denis Lunghi                          | Valentino China                       |
| 1999 | Martin Derganc                        | Fabio Bulgarelli                      | Dmitrij Gajnetdinov                   |
| 2000 | Evgenij Petrov                        | Dmitrij Gajnetdinov                   | Guido Balbis                          |
| 2001 | Guido Balbis                          | Andrea Moletta                        | Aleksandr Kolobnev                    |
| 2002 | Aleksandr Bespalov                    | Aleksandr Arekeev                     | Daniele Pietropolli                   |
| 2003 | Riccardo Riccò                        | Massimo Iannetti                      | Rosario Ferlito                       |
| 2004 | Błażej Janiaczyk                      | Aleksej Esin                          | Miculà Dematteis                      |
| 2005 | Vasil' Kiryenka                       | Gene Bates                            | Davide Bragazzi                       |
| 2006 | Aleksandr Filipov                     | Maurizio Biondo                       | Jaŭhen Sobal'                         |
| 2007 | Marco Cattaneo                        | Marco Da Castagnori                   | Alberto Contoli                       |
| 2008 | Ben Swift                             | Adriano Malori                        | Jarosław Marycz                       |
| 2009 | Egor Silin                            | Pavel Kočetkov                        | Richie Porte                          |
| 2010 | Fabio Piscopiello                     | Manuele Boaro                         | Andrei Nechita                        |
| 2011 | Andrej Solomennikov                   | Vjačeslav Kuznecov                    | Maksym Averin                         |
| 2012 | Ruslan Tleubaev                       | Paweł Poljański                       | Enrico Barbin                         |
| 2013 | Alessio Taliani                       | Graziano Di Luca                      | Davide Formolo                        |
| 2014 | Luca Ceolan                           | Daniel Pearson                        | Paolo Totò                            |
| 2015 | Simone Velasco                        | José Tito Hernández                   | Aleksandr Vlasov                      |
| 2016 | interrotta per incidente              | interrotta per incidente              | interrotta per incidente              |
| 2017 | Nicola Gaffurini                      | Amanuel Gebreigzabhier                | Nicolae Tanovițchii                   |
| 2018 | Matteo Sobrero                        | Giacomo Garavaglia                    | Raul Colombo                          |
| 2019 | Georg Zimmermann                      | Luca Rastelli                         | Filippo Zana                          |
| 2020 | annullata per la pandemia di COVID-19 | annullata per la pandemia di COVID-19 | annullata per la pandemia di COVID-19 |
| 2021 | Daan Hoole                            | Stan Van Tricht                       | Federico Guzzo                        |
| 2022 | Federico Guzzo                        | Pierre-Pascal Keup                    | Walter Calzoni                        |
| 2023 | Matteo Scalco                         | Tommaso Bergagna                      | Artem Shmidt                          |
| 2024 | Kevin Pezzo Rosola                    | Travis Stedman                        | Lorenzo Peschi                        |
| 2025 | Diego Bracalente                      | Paul Fietzke                          | Kevin Biehl                           |